# Post-fondationnalisme
Le post-fondationnalisme est une théorie épistémologique dénotant un rejet d'une autorité supposée ou donnée pour une action ou une croyance spécifique, mais en faisant valoir, de façon dialectique, une justification à l'action ou à la croyance Bien qu'employé à l'origine en théologie philosophique (en), l'usage du terme s'est depuis développé dans le cadre d'un discours philosophique plus étendu.

## Source de la traduction
- (en) Cet article est partiellement ou en totalité issu de l’article de Wikipédia en anglais intitulé « Postfoundationalism » (voir la liste des auteurs).